# Afrikaanse dwergeend
De Afrikaanse dwergeend (Nettapus auritus) behoort tot een geslacht van kleine eenden. Deze soort komt voor in zoetwatermoerasgebieden met rijke vegetaties in Afrika bezuiden de Sahara en op Madagaskar.

## Kenmerken
Deze eend is 27 tot 33 cm lang en weegt 260 tot 290 g. Het mannetje is onmiskenbaar, met een wit "gezicht", en een dikke zwarte streep die begint op de kruin en over de achterkant van de hals doorloopt tot op de rug. Op de zijkant van de kop en de hals zit een ovale, groene vlek die omzoomd wordt door een zwarte rand. De rug is verder zwart met een groene glans. De bovenkant van de borst en de flanken zijn licht kastanjekleurig en de buik is wit en de eend heeft een smalle witte ring om de hals. Het vrouwtje mist de groen vlek en heeft een donkere oogstreep, verder is ze iets doffer, minder glanzend op de rug.

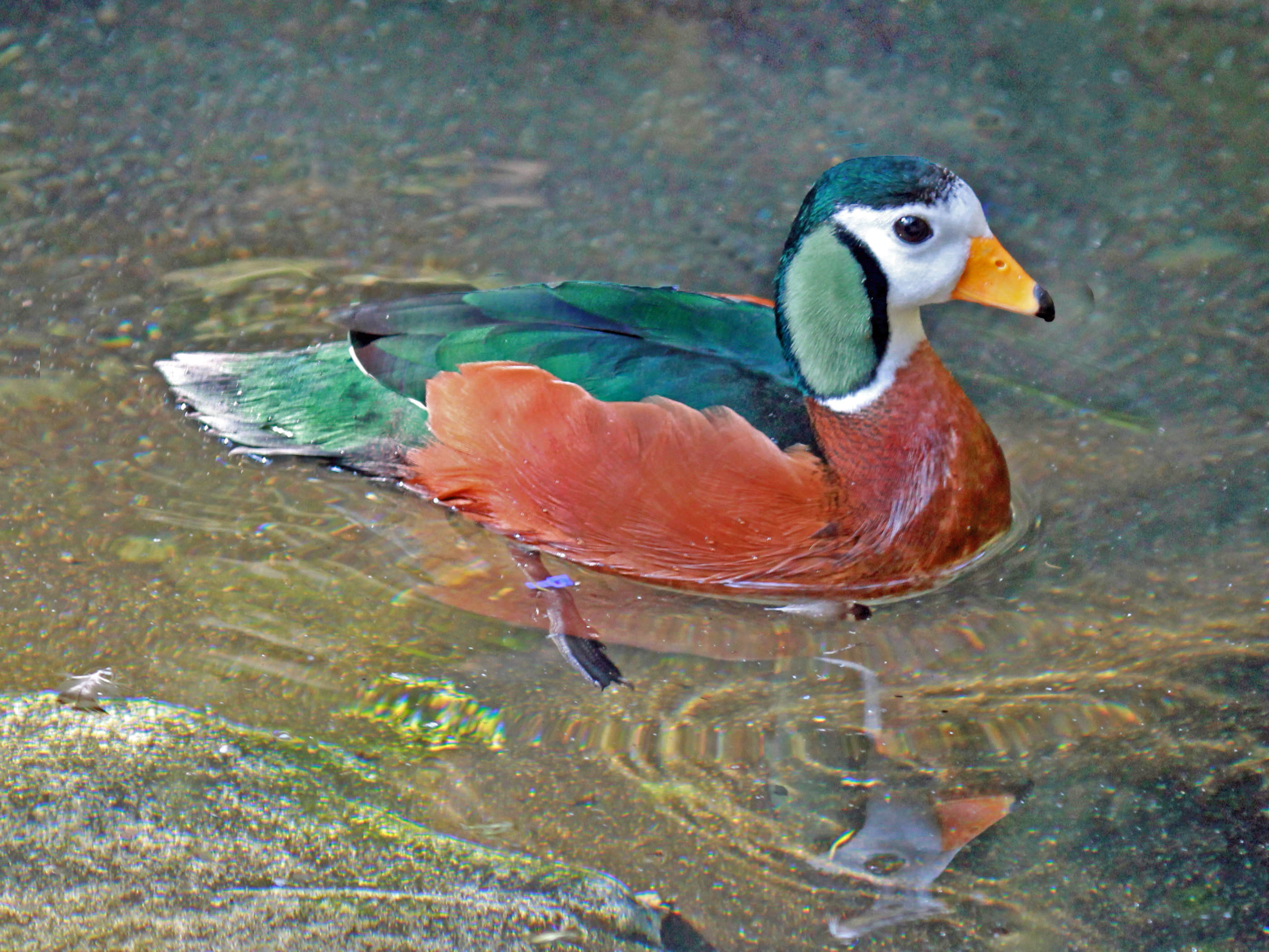
Mannetje

## Voortplanting
Het nest wordt veelal in een boomholte gebouwd met allerhande grassen, maar hierin zijn verschillende variaties. Er worden ongeveer zes tot twaalf (vaak negen) eieren gelegd, die door het vrouwtje worden bebroed. Het mannetje blijft in de buurt en verdedigt het territorium.

## Verspreiding en leefgebied
Deze eend komt voor van Senegal tot oostelijk in Eritrea en Somalië en zuidelijk tot in het uiterste oosten van Zuid-Afrika en op Madagaskar, maar niet in het zuidwesten van Afrika. Het leefgebied bestaat uit zoet water drasland, meren en langzaam stromende rivieren in het laagland, mits voorzien van een rijke vegetaties zoals waterlelies. Komt vaak voor in gebieden waar ook lelielopers (Actophilornis africanus) talrijk zijn. In Ethiopië, Zambia en Madagaskar wordt de vogel ook in berggebieden tot op 1500 of 1800 m boven de zeespiegel aangetroffen.

## Leefwijze
Hij eet zaden en groene delen van waterplanten en kleine ongewervelde diertjes en kleine visjes. De vogel leeft voornamelijk in kleine groepen of in paren.

## Status
De Afrikaanse dwergeend heeft een groot verspreidingsgebied en daardoor is de kans op de status kwetsbaar (voor uitsterven) niet groot. De grootte van de wereldpopulatie is niet gekwantificeerd. Deze dwergeend gaat in aantal achteruit, omdat het leefgebied wordt aangetast door de introductie van exotische vissoorten die schadelijk zijn voor de inheemse waterplanten en andere menselijke activiteiten zoals drooglegging van moerasgebieden. Echter, het tempo van achteruitgang ligt onder de 30% in tien jaar (minder dan 3,5% per jaar). Om deze redenen staat de vogel als niet bedreigd op de Rode Lijst van de IUCN.